# Črni Drim
Črni Drim (makedonsko Црн Дрим – Crn Drim, albansko Drini i Zi) je reka, dolga 149 kilometrov. Izvira ob Ohridskem jezeru, teče skozi Severno Makedonijo in Albanijo ter ob sotočju z Belim Drimom tvori reko Drim.

## Tok
Črni Drim izvira pri samostanu svetega Nauma južno od Ohridskega jezera iz 45 izvirov, kamor voda priteka po podzemnih kanalih skozi kraško osrčje gore Galičice iz više ležečega Prespanskega jezera. Po nekaj sto metrih se izlije v Ohridsko jezero, iz katerega odteka na njegovi severni strani skozi mesto Struga.
V Makedoniji reko zajezujeta dve hidroelektrarni, katerih akumulacijski jezeri zavzemata okoli polovico dolžine toka v državi. Hidroelektrarna Globočica, zgrajena med letoma 1960 in 1965, je povzročila nastanek 12 kilometrov dolgega istoimenskega jezera. Niže na reki, pri mestu Debar, je bila v letih 1966–1969 zgrajena hidroelektrarna Špilje, ki je ustvarila Debarsko jezero in potopila izliv reke Radike v Črni Drim.
Za mestom Debar Črni Drim nekaj kilometrov teče po makedonsko-albanski meji in po 56 kilometrih toka v Severni Makedoniji preide na ozemlje Albanije. V Albaniji reka teče naprej proti severu skozi gorate in redko poseljene predele. V bližini mesta Kukës na severovzhodu države se zlije z Belim Drimom, ki priteče s Kosova in tvori novo jezero. Združeni Drim nadaljuje pot proti zahodu in se izliva v Jadransko morje.
- Izviri Črnega Drima
- Odtok Črnega Drima iz Ohridskega jezera
- Črni Drim v Strugi
- Debarsko jezero

## Hidropotencial
V tem trenutku so vodne kapacitete reke maksimalno izkoriščene in predstavlja pomemben hidroenergetski potencial za Republiko Makedonijo. Hidroelektrarni proizvedeta 580 kilovatnih ur električne energije na leto.

## Živalstvo
V vodah Črnega Drima živijo različne vrste rib, kot so krap, klen, jegulja, mrena in druge.
Tisočletja se je ohridska jegulja zaradi razmnoževanja selila iz Ohridskega jezera v Sargaško morje. V drugi polovici 20. stoletja je bila z izgradnjo dveh jezov na makedonskem delu reke in štirih na albanskem delu jegulji popolnoma onemogočena pot. Jezovi so problem tudi za druge vrste rib, ki so nekoč potovale iz Jadranskega morja v Ohridsko jezero. Po svetovnem rdečem seznamu IUCN evropska jegulja velja za kritično ogroženo vrsto. Od leta 1970 se je število jegulj zmanjšalo za približno 90 %. Dejavniki, ki vplivajo na zmanjšanje populacije te vrste so: ribolov, nekatere vrste zajedavcev (npr. Anguillicola crassus), gradnja hidroelektrarn, ki so ovire za njihovo prosto selitev itd.